# バルセロナ伯

バルセロナ伯の紋章

バルセロナ伯 （カタルーニャ語：Comtes de Barcelona）は、9世紀から17世紀まで続いたカタルーニャの君主。

## 歴史
バルセロナ伯領は、カール大帝がエブロ川の北の土地を征服後に創設した。これらの土地は、スペイン辺境伯領と呼ばれ、多様な伯領に分割されていた。バルセロナ伯領は常に他の伯領を同時に保有しており、その後すぐ一帯の第1位の座を獲得してきた。
伯領として一つの家系が世襲し、カペー朝がカロリング朝に取って代わった後すぐ、伯爵と宗主国・フランク王国との関係は弱まった。
11世紀、バルセロナ伯はアラゴン王国との同君連合（アラゴン連合王国）を形成、1人の君主の下で2カ国統治を行うようになった。1258年、フランス王がコルベイユ条約においてバルセロナ伯領への封建的な宗主権を放棄した（それまで、形式上はフランスがカタルーニャの宗主国のままであった）。
バルセロナはアラゴン王国の一部のままであり、1500年前後にはカスティーリャ王国と統合し、スペイン王国を形成した。伯領の最後の残存した証拠は、18世紀のスペイン継承戦争後取り除かれた。
バルセロナ伯は現在、スペイン国王が持つ世襲称号の一つとなって残っている。またスペイン国王の法定推定相続人たるアストゥリアス公も、カタルーニャ貴族としてサルベラ伯（Conde de Cervera）及びバラゲー領主（Señorío de Balaguer）の称号を有する。
20世紀、「バルセロナ伯」の称号が久方ぶりに公に現れた。亡命していたスペイン・ブルボン家の王位継承権保持者フアン・デ・ボルボーン・イ・バッテンベルグがバルセロナ伯とされたのである。フアンは長男フアン・カルロスが当時のスペインの独裁者フランシスコ・フランコによって後継者にされると、王位請求権を取り下げ、代わりに歴史ある王家の称号を欲したのである。フアン・カルロス1世は1975年のフランコの死で即位すると、1977年に父フアンの王位継承権を認め、バルセロナ伯の称号を与えた。フアンは1993年に亡くなるまでこの称号を保持し続けた。その後、バルセロナ伯の称号はフアン・カルロス1世へ返され（代わりにフアンはスペイン王を追尊された）、現在に至っている。バルセロナ伯フアンの未亡人マリア・デ・ラス・メルセデスは2000年に亡くなるまでバルセロナ伯妃（Comtessa de Barcelona）の称号を使用していた。

## バルセロナ伯の一覧
人名はカタルーニャ語表記を優先する。

### 群雄時代（801年から878年）

スペイン辺境伯領

| 名                                                        | 肖像 | 治世          | 説明 |
| --------------------------------------------------------- | ---- | ------------- | --- |
| ベラ1世 カタルーニャ語: Berà I                            |      | 801年 - 820年 | トゥールーズ伯ギヨームの子。同時にジローナ伯、バザルー伯、ウゾーナ伯、ラゼースとコンフラン伯                                                                                 |
| ランポー カタルーニャ語: Rampó                            |      | 820年 - 826年 | ジローナ伯、バザルー伯 |
| セプティマニア辺境伯ベルナルド カタルーニャ語: Bernat     |      | 826年 - 832年 | ベルナルド1世。トゥールーズ伯ギヨームの子。セプティマニア辺境伯 |
| ベレンゲール カタルーニャ語: Berenguer el Savi            |      | 832年 - 835年 | トゥールーズ伯 |
| セプティマニア辺境伯ベルナルド                            |      | 835年 - 844年 | シャルル2世の命で再任。 |
| スニフレ1世 カタルーニャ語: Sunifred I                    |      | 844年 - 848年 | カルカソンヌ伯ベロの子、ウゾーナ伯、バザルー伯、ジローナ伯、ナルボンヌ伯、アグド伯、ベジエ伯、ロデーヴ伯、メルグイユ伯、サルダーニャ伯、ウルジェイ伯、コンフラン及びニーム伯 |
| セプティマニア辺境伯ギヨーム カタルーニャ語: Guillem      |      | 848年 - 850年 | ベルナルド1世の子、トゥールーズ伯。反乱を起こして殺害された。 |
| アレラン カタルーニャ語: Aleran                           |      | 850年 - 852年 | イセンバルーと同治。アンプリアス伯、ルサリョー伯、セプティマニア辺境伯 |
| イセンバルー                                              |      | 850年 - 852年 | プロヴァンス伯ゲランの子、アレランと同治。アンプリアス伯、ルサリョー伯およびセプティマニア辺境伯                                                                             |
| オダリック                                                |      | 852年 - 858年 | イストリア辺境伯フンフリート1世の子、ジローナ伯、ルサリョー伯、アンプリアス伯、セプティマニア辺境伯                                                                          |
| ウンフリー                                                |      | 858年 - 864年 | ラエティア公フンフリート2世の子、ジローナ伯、アンプリアス伯、ルサリョー伯、ナルボンヌ伯、ゴティア辺境伯                                                                      |
| ゴティア辺境伯ベルナルド カタルーニャ語: Bernat de Gothia |      | 865年 - 878年 | ベルナルド2世。ポワティエ伯ベルナール2世の子、ジローナ伯、ゴティア辺境伯、セプティマニア辺境伯。反乱を起こした。                                                             |

### バルセロナ家（878年から1162年）

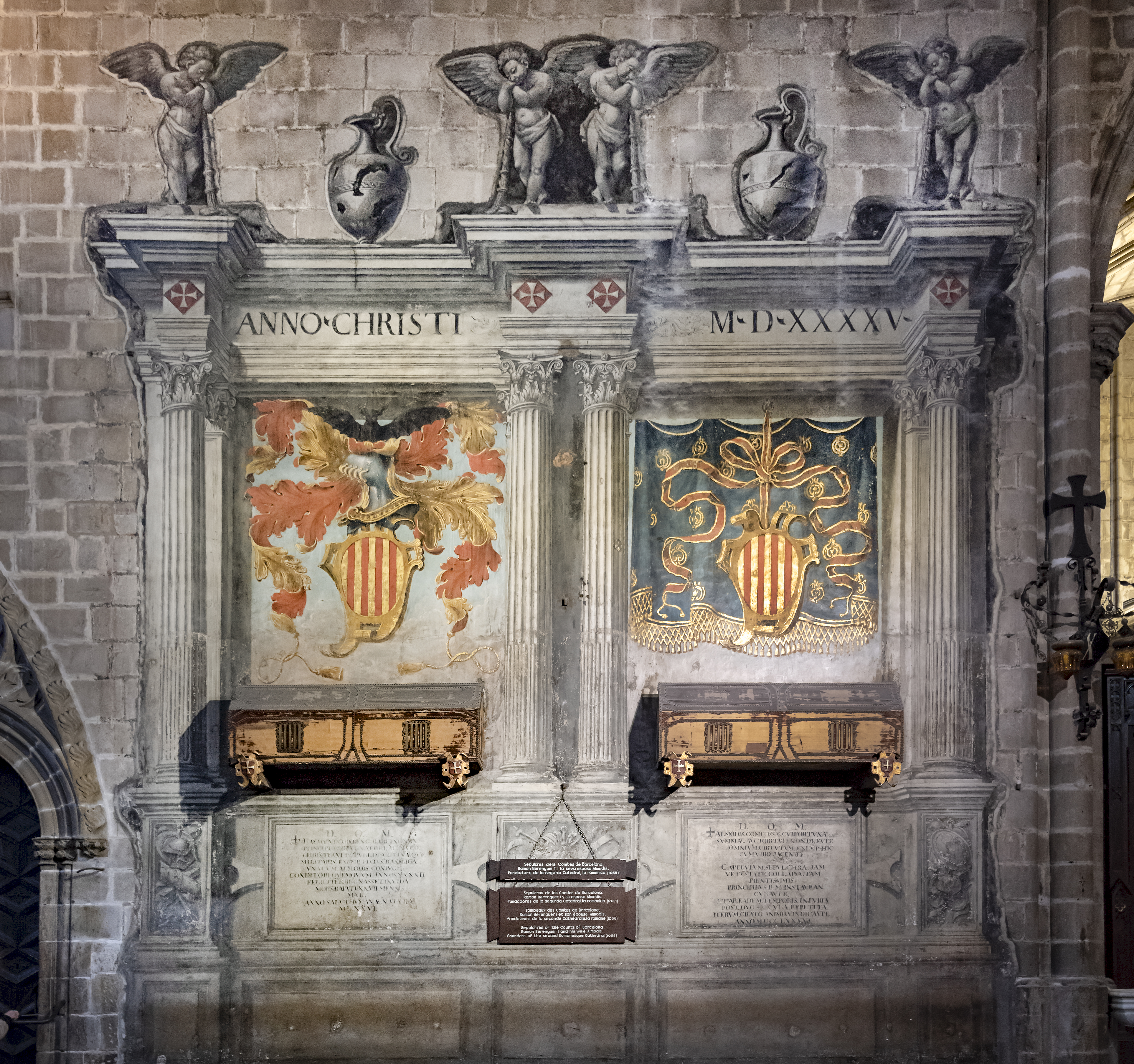
ラモン・バランゲー1世の墓碑

| 名                                                  | 肖像 | 治世            | 説明 |
| --------------------------------------------------- | ---- | --------------- | --- |
| ギフレー1世 (Guifré I) 多毛伯 (el Pelós)            |      | 878年 - 897年   | ギフレー・ダリアー伯の子。自身の子孫による世襲制を確立。 |
| ギフレー2世ボレイ (Guifré II Borrell)               |      | 897年 - 911年   | ギフレー多毛伯の子 |
| スニェー1世                                         |      | 911年 - 947年   | ギフレー2世の弟。修道院へ引退する |
| ボレイ2世                                           |      | 947年 - 992年   | スニェー1世の子 ミロー1世と共同統治（947年 - 966年）、ラモン・ボレイと共同統治（988年 - 992年）、 ウルジェイ伯（948年 - 992年）。サラセン人との戦いで西フランク王ロテールへ支援を依頼したが不成功に終わり、987年にユーグ・カペーをフランス王として承認するのを拒絶した。 |
| ミロー1世                                           |      | 947年 - 966年   | スニェー2世の子、ボレイ2世と共同統治。 |
| ラモン・ボレイ                                      |      | 988年 - 1018年  | ボレイ2世の子、父王とともに共同統治（988年 - 992年）。 |
| バランゲー・ラモン1世 背曲がり伯 (el Corbat)        |      | 1018年 - 1035年 | ラモン・ボレイの子。母親であるカルカソンヌ伯女エルメシンダが摂政を務め、彼はナバーラ王サンチョ大王の宗主権を認めることを強いられた。 |
| ラモン・バランゲー1世 老伯 (el Vell)                |      | 1035年 - 1076年 | バランゲー・ラモン1世の子 |
| ラモン・バランゲー2世 糸くず頭伯 (el Cap d'Estopes) |      | 1076年 - 1082年 | ラモン・バランゲー1世の子、双子の兄弟であるバランゲー・ラモン2世と共同統治。 |
| バランゲー・ラモン2世 兄弟殺し伯 (el Fratricida)    |      | 1076年 - 1097年 | ラモン・バランゲー1世の子、双子の兄弟であるラモン・バランゲー2世と共同統治（1076年 - 1082年）。甥であるラモン・バランゲー3世と共同統治（1082年 - 1097年） |
| ラモン・バランゲー3世 大伯 (el Gran)                |      | 1082年 - 1131年 | ラモン・バランゲー2世の子 |
| ラモン・バランゲー4世 聖伯 (el Sant)                |      | 1131年 - 1162年 | ラモン・バランゲー3世の子。1137年、アラゴン王女ペトロニーラと婚約、1150年に結婚。 |

### アラゴン家（1162年から1410年）
ラモン・バランゲー4世はアラゴン女王ペトロニラ（カタルーニャ語名パルネリャ）と結婚し、アラゴンとの同君連合（アラゴン連合王国）を成立させた。2人の息子であるアルフォンス2世はカタルーニャとアラゴンの君主位につき、バルセロナ伯領とアラゴン王国を共に統治した。アラゴン史ではこの王家はバルセロナ家と呼ばれている。
| 名 | 肖像   | 治世            | 説明                                                                                                |
| --- | ------ | --------------- | --------------------------------------------------------------------------------------------------- |
| アルフォンス1世 純潔王 (el Cast) 吟遊詩人王 (el Trobador)                                                 | Aragon | 1162年 - 1196年 | ラモン・バランゲー4世とアラゴン女王パルネリャの子                                                   |
| ペラ1世 (Pere I) カトリック王 (el Catòlic)                                                                |        | 1196年 - 1213年 | アルフォンス2世の子                                                                                 |
| ジャウマ1世 (Jaume I) 征服王 (el Conqueridor)                                                             |        | 1213年 - 1276年 | ペラ1世の子。1258年にコルベイユ条約を締結。これにより、カタルーニャはフランスの属国状態から脱する。 |
| ペラ2世 (Pere II) 大王 (el Gran)                                                                          |        | 1276年 - 1285年 | ジャウマ1世の子                                                                                     |
| アルフォンス2世 自由王 (el Franc)                                                                         |        | 1285年 - 1291年 | ペラ2世の子                                                                                         |
| ジャウマ2世 (Jaume II) 公正王 (el Just)                                                                   |        | 1291年 - 1327年 | アルフォンス2世の弟                                                                                 |
| アルフォンス3世 慈悲王 (el Benigne)                                                                       |        | 1327年 - 1336年 | ジャウマ2世の子                                                                                     |
| ペラ3世 (Pere III) 尊儀王 (el Cerimoniós) el del Punyalet                                                 |        | 1336年 - 1387年 | アルフォンス3世の子                                                                                 |
| ジュアン1世 (Joan I) 狩猟王 (el Caçador) 不注意王 (el Descurat) 優雅者の愛好者 (l'Amador de la Gentilesa) |        | 1387年 - 1396年 | ペラ3世の子                                                                                         |
| マルティー1世 (Martí I) 人文王 (l'Humà) 聖職者王 (l'Eclesiàstic)                                          |        | 1396年 - 1410年 | ジュアン1世の弟。男子後継者なしに亡くなる。                                                         |

### トラスタマラ家（1412年から1516年）
マルティー1世の死により、ギフレ多毛伯以来男系で世襲されてきたバルセロナ伯家が断絶した。カスペの妥協に至った2年後、カスティーリャ王家であるトラスタマラ家からフェラン1世を迎えた。フェランの母エリオノールがペラ4世の娘であり、最近親の男子であったためである。
| 名 | 肖像 | 治世            | 説明 |
| --- | ---- | --------------- | --- |
| フェラン1世 (Ferran I) アンテケラ王 el d'Antequera |      | 1412年 - 1416年 | カスティーリャ王フアン1世と王妃エリオノール・ダラゴーの子                                                                                                 |
| アルフォンス4世 寛大王 el Magnànim |      | 1416年 - 1458年 | フェラン1世の子 |
| ジュアン2世 (Joan II) |      | 1458年 - 1479年 | フェラン1世の子。最初の王妃であるナバラ女王ブランカの生んだ王子、ビアナ公カルラスとの対立から、国王派とビアナ公派に分かれて争うカタルーニャ内戦が起きた。 |
| フェラン2世 (Ferran II) カトリック王 el Catòlic |      | 1479年 - 1516年 | ジュアン2世の子。カスティーリャ女王イサベルと1469年に結婚。                                                                                               |
| ジュアン2世の保持していたアラゴン王とバルセロナ伯の称号は、カタルーニャ内戦（1462年 - 1472年）の間、アラゴン王家の血を引く以下の人物たちによって争われた（バレンシア王の称号は含まれていない）: |      |                 | |
| エンリック4世 |      | 1462年 - 1463年 | フアン2世と王妃マリア・ダラゴー・イ・アルブルケルケ（フェラン1世王女）の子。                                                                              |
| ペラ4世 |      | 1463年 - 1466年 | アヴィシュ家のコインブラ公ペドロとウルジェイ女伯エリサベの子。                                                                                            |
| レナト1世 (Renaut I) |      | 1466年 - 1472年 | アンジュー公ルイ2世とビオラン・ダラゴー（ジュアン1世王女）の子。                                                                                          |

### アブスブル家（1516年から1700年）
フェラン2世はカスティーリャ女王イサベル1世と結婚し、スペイン王国が成立した。彼の死後、ハプスブルク家の孫カルラスが継いだ。
| 名                                                                       | 肖像 | 治世            | 説明                                                    |
| ------------------------------------------------------------------------ | ---- | --------------- | ------------------------------------------------------- |
| カルラス1世 (Carles I)                                                   |      | 1516年 - 1556年 | フェラン2世の孫                                         |
| フェリプ1世 (Felip I)                                                    |      | 1556年 - 1598年 | カルラス1世の子                                         |
| フェリプ2世 (Felip II)                                                   |      | 1598年 - 1621年 | フェリプ1世の子                                         |
| フェリプ3世 (Felip III)                                                  |      | 1621年 - 1665年 | フェリプ2世の子                                         |
| 収穫人戦争の間、バルセロナ伯の称号をブルボン家のフランス王らが僭称した： |      |                 |                                                         |
| ルイ13世                                                                 |      | 1641年 - 1643年 |                                                         |
| ルイ14世                                                                 |      | 1643年 - 1652年 |                                                         |
|                                                                          |      |                 |                                                         |
| カルラス2世 (Carles II)                                                  |      | 1665年 - 1700年 | フェリプ3世の子。男子を残さなかったため家系が断絶した。 |

### スペイン継承戦争（1700年から1714年）
スペイン継承戦争の間、スペイン王位（バルセロナ伯位も含む）を請求したのは以下の人物である。
カルラス2世没後、スペイン王位を継承したのはブルボン家のフェリプ4世であった。イングランド王国、ネーデルラント連邦共和国、オーストリアら大同盟諸国は、対立候補としてハプスブルク家のスペイン王位請求者カール大公（レオポルト1世の子）を推し、軍事支援を行った。カタルーニャは事実上フェリプを受け入れていたが、これをついにやめてしまった。1705年にカール大公はバルセロナに到着し、1706年にスペイン王であることを宣言した。
1705年から1714年まで続いた戦争の結果、カール大公の外国人同盟側が恩恵を受け、カタルーニャとアラゴンの両方にとっては災いとなった。1710年以後、バレンシアとアラゴンにおける独自の政治行政機構と特権が廃止された。1711年、兄ヨーゼフ1世の死により、カール大公は皇帝カール6世として即位するため、オーストリアへ戻った。大同盟諸国は、ハプスブルク家の領土拡大につながるとしてカール6世支持に消極的となり、フェリプ4世を推すスペイン・フランス側と交渉を始めた。徹底抗戦を呼びかけていたカタルーニャ、そして同時にスペイン王家に反旗を翻したバレンシアとアラゴンは、他勢力からの支援を失い、スペイン・フランス両軍の侵入で国土が荒廃した。ユトレヒト条約によって、カタルーニャの抵抗運動は封じられた。1714年9月11日にバルセロナがスペイン軍によって陥落した。
| 名                       | 肖像 | 治世            | 説明                                                                            |
| ------------------------ | ---- | --------------- | ------------------------------------------------------------------------------- |
| フェリプ4世 (Felip IV)   |      | 1700年 - 1714年 | フランスのドーファン・ルイの子。1700年から1705年までバルセロナ伯と承認された。  |
| カルラス3世 (Carles III) |      | 1705年 - 1714年 | 神聖ローマ皇帝レオポルト1世の子。1705年から1714年までバルセロナ伯と承認された。 |

1707年から1716年の間に、フェリプ4世は全領土を中央集権体制下のスペイン王国に統一した。バルセロナにおいて、1716年1月の新国家基本法（en）によって、ジャナラリター、コルツといった中世以来の組織が全て廃止された。マドリードから軍・民両方を統括する総督が派遣され、大学が廃止された。カタルーニャ法は廃止され、公の場でのカタルーニャ語の使用も禁止された。バルセロナ伯の称号は、独立したカタルーニャ君主が名乗るものではなく、スペイン王が名乗る多くの称号の一つにすぎなくなったのである。